# Vanlaiphai do Norte
Vanlaiphai do Norte é uma vila no distrito de Serchhip, no estado indiano de Mizoram.

## Demografia
Segundo o censo de 2001, Vanlaiphai do Norte tinha uma população de 3 275 habitantes. Os indivíduos do sexo masculino constituem 51% da população e os do sexo feminino 49%. Vanlaiphai do Norte tem uma taxa de literacia de 84%, superior à média nacional de 59,5%: a literacia no sexo masculino é de 84% e no sexo feminino é de 84%; 14% da população está abaixo dos 6 anos de idade.